# Teddy Hale

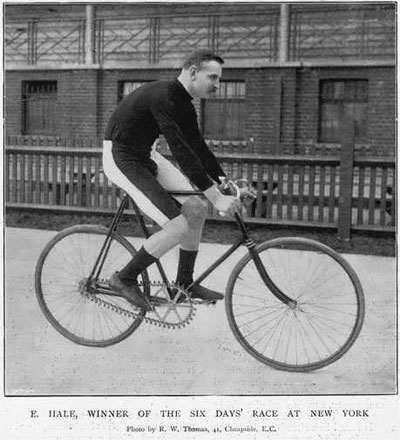
Edward Hale (1896)

Edward „Teddy“ Hale (* 30. Mai 1864; † 1911) war ein britischer Radsportler. 1896 gewann er das Solo-Sechstagerennen im Madison Square Garden in New York.
Teddy Hale soll im Alter von 16 Jahren auf dem Hochrad mit dem Radsport angefangen haben und Anfang der 1880er Jahre Captain des Gainsborough Cycling Club geworden sein. Sein erster Erfolg war die Bewältigung der Strecke London–Brighton (ca. 54 Meilen) in drei Stunden und 35 Minuten, eine klassische Strecke, auf der sich bis dahin vor allem Reiter und sportliche Pferdegespanne miteinander maßen und auf der seitdem zahlreiche verschiedenartige Rennen stattfanden. 1885 stellte er mit sechs Stunden und 59 Minuten auf einem Kangaroo-Fahrrad  einen Rekord über 100 Meilen auf und gewann im Jahr darauf ein als „Europameisterschaft“ bezeichnetes Rennen über zehn Kilometer. Beim zweiten Londoner Sechstagerennen (für Einzelfahrer) im Jahre 1892 belegte er Rang drei.
1896 startete Hale beim Solo-Sechstagerennen im New Yorker Madison Square Garden, gewann mit 1910 Meilen und acht Runden vor 30 Konkurrenten und fuhr damit 300 Meilen mehr als der bis dahin bestehende Rekord. Er war zu diesem Zeitpunkt 32 Jahre alt, 1,79 groß, und er wog 73 Kilogramm. Für seinen Sieg vor 12.000 begeisterten Zuschauern erhielt er 5000 Dollar. Die letzten Meilen fuhr er mit zwei kleinen Fahnen zwischen den Zähnen, einer britischen und einer US-amerikanischen. Über seinen Zustand nach Ende des Rennens, nach dem er angeblich desorientiert noch zehn Runden weiterfuhr, hieß es: “He looked like a ghost. His face was like the white face of a corpse and he stared in front of himself, his eyes terribly fixed [...] His mind was no longer there on the track, he had lost all signs of life and self possession.” („Er sah aus wie ein Geist. Sein Gesicht war so weiß wie das Gesicht einer Leiche, und er starrte vor sich hin, mit furchtbar fixiertem Blick. [...] Sein Geist war nicht mehr auf der Bahn, er hatte alle Lebenszeichen und Selbstbeherrschung verloren.“) Er selbst sagte dazu: „Ich habe gewonnen, aber ich habe 10 Jahre meines Lebens für einige Tausend Dollar hingegeben.“ Im Jahr darauf belegte er in New York nochmals Platz drei.
Hale wurde als Ire ausgegeben, kam aber höchstwahrscheinlich aus London. Als Ire galt er deshalb, weil er zu einem Team der britischen Firma Simpson Chain gehörte, wie auch Tom Linton, John Dunlop Lumsden und Charley Chapple. Linton war Waliser, Lumsden Schotte, Chapple Engländer, und wahrscheinlich wurde Hale aus Werbezwecken zum Iren „ernannt“.
Im Februar 1899 wurde Hale in San Francisco unter Arrest gestellt, weil er seinen Trainern kein Honorar bezahlt habe, aber wieder freigelassen, nachdem er zugesagt hatte, seine Schulden zu begleichen. Ab 30. Juli des Jahres versuchte er, einen Rekord aufzustellen, in dem er ein Jahr lang täglich – außer sonntags und von der Öffentlichkeit weitgehend unbeachtet – auf englischen Straßen 100 Meilen fuhr. Diesen Rekordversuch machte er in Diensten und auf einem Rad der Firma Acatène, das Fahrräder ohne Ketten produzierte. Am 31. Juli 1900 hatte er 32.496 Meilen hinter sich gebracht und damit eine erste Marke für diese Art des Ausdauer-Rekordes gesetzt. Anschließend beendete Hale, der zu den Mitbegründern der League of American Wheelmen gehört, seine Radsportlaufbahn. Er starb 1911 im Alter von 47 Jahren und hinterließ Frau und fünf Kinder.